# Coupe d'Amérique centrale de la CONCACAF 2023
Navigation
2024
La Coupe d'Amérique centrale de la CONCACAF 2023 est la première édition de cette compétition après sa création par la CONCACAF en septembre 2021.
Le vainqueur se qualifie directement pour les huitièmes de finale de la Coupe des champions de la CONCACAF 2024 tandis que les équipes classées de la deuxième à la sixième place rejoignent la compétition au stade du premier tour. C'est la LD Alajuelense qui remporte cette première édition, en l'emportant contre le Real Estelí.

## Format
Les participants à la compétition sont regroupés en quatre groupes de cinq équipes. Chaque club joue quatre rencontres, deux à domicile et deux à l'extérieur, face à chacun de ses adversaires. Les deux meilleures équipes de chaque groupe sont qualifiées pour les quarts de finale. La phase à élimination directe se dispute sur un format aller-retour des quarts de finale à la finale.
À l'issue du tournoi, le vainqueur est directement qualifié pour les huitièmes de finale de la Coupe des champions de la CONCACAF tandis que les équipes classées de la deuxième à la sixième place rejoignent le premier tour de cette même compétition. Des rencontres de barrages sont organisées entre les équipes vaincues en quarts de finale afin de déterminer les deux derniers qualifiés pour la Coupe des champions.

## Participants
Un total de vingt équipes provenant de sept nations de la zone UNCAF participent au tournoi. Pour cette première édition, une place supplémentaire est accordée aux championnats costaricien et hondurien en vertu des performances de leurs représentants lors de la dernière édition de la Ligue de la CONCACAF.
Le tableau des clubs qualifiés est donc le suivant :
| Nation                   | Club                   | Mode de qualification                                                        |
| Belize (1 équipe)        | Verdes FC              | Vainqueur des tournois Apertura 2022 et Clausura 2023.                       |
| Costa Rica (3+1 équipes) | Deportivo Saprissa     | Vainqueur des tournois Apertura 2022 et Clausura 2023.                       |
| Costa Rica (3+1 équipes) | CS Herediano           | Deuxième au classement général de la saison 2022-2023.                       |
| Costa Rica (3+1 équipes) | LD Alajuelense         | Troisième au classement général de la saison 2022-2023.                      |
| Costa Rica (3+1 équipes) | CS Cartaginés          | Quatrième au classement général de la saison 2022-2023.                      |
| Guatemala (3 équipes)    | Cobán Imperial         | Vainqueur du tournoi Apertura 2022.                                          |
| Guatemala (3 équipes)    | Xelaju MC              | Vainqueur du tournoi Clausura 2023.                                          |
| Guatemala (3 équipes)    | Comunicaciones FC      | Premier au classement général de la saison 2022-2023.                        |
| Honduras (3+1 équipes)   | CD Olimpia             | Vainqueur des tournois Apertura 2022 et Clausura 2023.                       |
| Honduras (3+1 équipes)   | Olancho FC (en)        | Deuxième au classement général de la saison 2022-2023.                       |
| Honduras (3+1 équipes)   | Real España            | Troisième au classement général de la saison 2022-2023.                      |
| Honduras (3+1 équipes)   | FC Motagua             | Quatrième au classement général de la saison 2022-2023.                      |
| Nicaragua (2 équipes)    | Real Estelí            | Vainqueur des tournois Apertura 2022 et Clausura 2023.                       |
| Nicaragua (2 équipes)    | Diriangén FC           | Premier au classement général de la saison 2022-2023.                        |
| Panama (3 équipes)       | CAI La Chorrera        | Vainqueur des tournois Clausura 2022 et Apertura 2023.                       |
| Panama (3 équipes)       | Sporting San Miguelito | Deuxième au classement général des tournois Clausura 2022 et Apertura 2023.  |
| Panama (3 équipes)       | CD Universitario       | Troisième au classement général des tournois Clausura 2022 et Apertura 2023. |
| Salvador (3 équipes)     | CD FAS                 | Vainqueur du tournoi Apertura 2022.                                          |
| Salvador (3 équipes)     | Jocoro FC (en)         | Finaliste du tournoi Apertura 2022.                                          |
| Salvador (3 équipes)     | CD Águila              | Premier au classement général de la saison 2022-2023.                        |

| Verdes Saprissa Herediano Alajuelense Cartaginés Xelaju Cobán Comunicaciones Olimpia Motagua Olancho España Estelí Diriangén La Chorrera San Miguelito Universitario FAS Jocoro Águila |

## Calendrier
| Tour | Nom                                               | Date aller                                                    | Date retour                                                   | Équipes participantes | Équipes qualifiées |
| 1-5  | Journée 1 Journée 2 Journée 3 Journée 4 Journée 5 | 1 - 3 août 8 - 10 août 15 - 17 août 22 - 24 août 29 - 31 août | 1 - 3 août 8 - 10 août 15 - 17 août 22 - 24 août 29 - 31 août | 20                    | 8                  |
| 6    | Quarts de finale                                  | 26 - 28 septembre                                             | 3 - 5 octobre                                                 | 8                     | 4                  |
| 7    | Demi-finale et matchs de classement               | 24 - 26 octobre                                               | 31 octobre - 2 novembre                                       | 4                     | 2                  |
| 8    | Finale                                            | 28 - 30 novembre                                              | 5 - 7 décembre                                                | 2                     | 1                  |

## Tirage au sort
Le tirage au sort est effectué le 8 juin 2023 au siège de la CONCACAF à Miami, en Floride,. Les vingt équipes participantes sont réparties en cinq chapeaux de quatre clubs, établis en fonction du nouveau classement des clubs de la CONCACAF en date du 28 mai 2023.
| Chapeau 1          | Chapeau 1 | Chapeau 2      | Chapeau 2 | Chapeau 3       | Chapeau 3 | Chapeau 4              | Chapeau 4 | Chapeau 5      | Chapeau 5 |
| Équipe             | Rang      | Équipe         | Rang      | Équipe          | Rang      | Équipe                 | Rang      | Équipe         | Rang      |
| CD Olimpia         | 38        | FC Motagua     | 53        | Real España     | 60        | Sporting San Miguelito | 72        | Real Estelí    | 116       |
| Deportivo Saprissa | 47        | Xelaju MC      | 57        | CAI La Chorrera | 61        | CD Águila              | 79        | Diriangén FC   | 118       |
| Comunicaciones FC  | 49        | CS Herediano   | 58        | CS Cartaginés   | 65        | CD Universitario       | 95        | Jocoro FC (en) | 132       |
| LD Alajuelense     | 51        | Cobán Imperial | 59        | Olancho FC (en) | 67        | CD FAS                 | 109       | Verdes FC      | 177       |

## Phase de groupes
Les dates pour les rencontres de la phase de groupes sont annoncées le 16 juin 2023 par la CONCACAF.
En cas d'égalité, les critères suivants départagent les équipes :
1. Différence de buts générale
2. Nombre de buts marqués
3. Points lors d'oppositions entre les équipes concernées
4. Différence de buts lors d'oppositions entre les équipes concernées
5. Nombre de buts marqués lors d'oppositions entre les équipes concernées
6. Classement du fair-play
7. Tirage à la pièce[9]

Légende des classements
- Qualifié pour les quarts de finale

Légende des résultats
- Victoire à domicile
- Match nul
- Victoire à l'extérieur

### Groupe A
| Rang | Équipe             | Pts | J | G | N | P | Bp | Bc | Diff |  | Résultats (▼ dom., ► ext.) | SAP | CAR | UNI | COB | JOC |
| ---- | ------------------ | --- | - | - | - | - | -- | -- | ---- |  | -------------------------- | --- | --- | --- | --- | --- |
| 1    | Deportivo Saprissa | 10  | 4 | 3 | 1 | 0 | 10 | 0  | +10  |  | Deportivo Saprissa         |     | 1-0 |     | 5-0 |     |
| 2    | CS Cartaginés      | 7   | 4 | 2 | 1 | 1 | 8  | 3  | +5   |  | CS Cartaginés              |     |     | 2-2 |     | 5-0 |
| 3    | CD Universitario   | 6   | 4 | 1 | 3 | 0 | 6  | 3  | +3   |  | CD Universitario           | 0-0 |     |     |     | 4-1 |
| 4    | Cobán Imperial     | 4   | 4 | 1 | 1 | 2 | 4  | 7  | -3   |  | Cobán Imperial             |     | 0-1 | 0-0 |     |     |
| 5    | Jocoro FC (en)     | 0   | 4 | 0 | 0 | 4 | 2  | 17 | -15  |  | Jocoro FC (en)             | 0-4 |     |     | 1-4 |     |

### Groupe B
| Rang | Équipe          | Pts | J | G | N | P | Bp | Bc | Diff |  | Résultats (▼ dom., ► ext.) | CAI | EST | OLI | XEL | FAS |
| ---- | --------------- | --- | - | - | - | - | -- | -- | ---- |  | -------------------------- | --- | --- | --- | --- | --- |
| 1    | CAI La Chorrera | 10  | 4 | 3 | 1 | 0 | 11 | 3  | +8   |  | CAI La Chorrera            |     | 2-1 |     |     | 5-0 |
| 2    | Real Estelí     | 9   | 4 | 3 | 0 | 1 | 5  | 2  | +3   |  | Real Estelí                |     |     | 1-0 | 1-0 |     |
| 3    | CD Olimpia      | 7   | 4 | 2 | 1 | 1 | 7  | 4  | +3   |  | CD Olimpia                 | 1-1 |     |     | 2-0 |     |
| 4    | Xelaju MC       | 3   | 4 | 1 | 0 | 3 | 3  | 7  | -4   |  | Xelaju MC                  | 1-3 |     |     |     | 2-1 |
| 5    | CD FAS          | 0   | 4 | 0 | 0 | 4 | 3  | 13 | -10  |  | CD FAS                     |     | 0-2 | 2-4 |     |     |

### Groupe C
| Rang | Équipe            | Pts | J | G | N | P | Bp | Bc | Diff |  | Résultats (▼ dom., ► ext.) | HER | COM | ESP | AGU | DIR |
| ---- | ----------------- | --- | - | - | - | - | -- | -- | ---- |  | -------------------------- | --- | --- | --- | --- | --- |
| 1    | CS Herediano      | 10  | 4 | 3 | 1 | 0 | 8  | 4  | +4   |  | CS Herediano               |     |     | 3-2 | 2-0 |     |
| 2    | Comunicaciones FC | 9   | 4 | 3 | 0 | 1 | 9  | 4  | +5   |  | Comunicaciones FC          | 1-2 |     | 3-1 |     |     |
| 3    | Real España       | 4   | 4 | 1 | 1 | 2 | 6  | 6  | 0    |  | Real España                |     |     |     | 3-0 | 0-0 |
| 4    | CD Águila         | 3   | 4 | 1 | 0 | 3 | 2  | 9  | -7   |  | CD Águila                  |     | 1-4 |     |     | 1-0 |
| 5    | Diriangén FC      | 2   | 4 | 0 | 2 | 2 | 1  | 3  | -2   |  | Diriangén FC               | 1-1 | 0-1 |     |     |     |

### Groupe D
| Rang | Équipe                 | Pts | J | G | N | P | Bp | Bc | Diff |  | Résultats (▼ dom., ► ext.) | ALA | MOT | SSM | OLA | VER |
| ---- | ---------------------- | --- | - | - | - | - | -- | -- | ---- |  | -------------------------- | --- | --- | --- | --- | --- |
| 1    | LD Alajuelense         | 12  | 4 | 4 | 0 | 0 | 10 | 1  | +9   |  | LD Alajuelense             |     | 5-1 |     | 1-0 |     |
| 2    | FC Motagua             | 9   | 4 | 3 | 0 | 1 | 9  | 5  | +4   |  | FC Motagua                 |     |     | 2-0 | 1-0 |     |
| 3    | Sporting San Miguelito | 6   | 4 | 2 | 0 | 2 | 6  | 3  | +3   |  | Sporting San Miguelito     | 0-1 |     |     |     | 4-0 |
| 4    | Olancho FC (en)        | 3   | 4 | 1 | 0 | 3 | 3  | 6  | -3   |  | Olancho FC (en)            |     |     | 0-2 |     | 3-2 |
| 5    | Verdes FC              | 0   | 4 | 0 | 0 | 4 | 2  | 15 | -13  |  | Verdes FC                  | 0-3 | 0-5 |     |     |     |

## Phase finale

### Tableau
|  | Quarts de finale | Quarts de finale   | Quarts de finale | Quarts de finale |                    |                    | Demi-finales | Demi-finales | Demi-finales | Demi-finales |  |  | Finale | Finale | Finale | Finale |
|  |                  |                    |                  |                  |                    |                    |              |              |              |              |  |  |        |        |        |        |
|  |                  |                    |                  |                  |                    |                    |              |              |              |              |  |  |        |        |        |        |
|  |                  |                    |                  |                  |                    |                    |              |              |              |              |  |  |        |        |        |        |
|  | 1er              | LD Alajuelense     | 3                | 3                |                    |                    |              |              |              |              |  |  |        |        |        |        |
|  | 1er              | LD Alajuelense     | 3                | 3                |                    |                    |              |              |              |              |  |  |        |        |        |        |
|  | 8e               | CS Cartaginés      | 1                | 0                |                    |                    |              |              |              |              |  |  |        |        |        |        |
|  | 8e               | CS Cartaginés      | 1                | 0                | LD Alajuelense tab | LD Alajuelense tab | 2            | 2 (5)        |              |              |  |  |        |        |        |        |
|  |                  |                    |                  |                  | LD Alajuelense tab | LD Alajuelense tab | 2            | 2 (5)        |              |              |  |  |        |        |        |        |
|  |                  |                    | CS Herediano     | CS Herediano     | 2                  | 2 (4)              |              |              |              |              |  |  |        |        |        |        |
|  | 4e               | CS Herediano       | CS Herediano     | CS Herediano     | 2                  | 2 (4)              | 0            | 3            |              |              |  |  |        |        |        |        |
|  | 4e               | CS Herediano       |                  |                  |                    |                    |              | 3            |              |              |  |  |        |        |        |        |
|  | 5e               | Comunicaciones FC  | 0                | 2                |                    |                    |              |              |              |              |  |  |        |        |        |        |
|  | 5e               | Comunicaciones FC  | 0                | 2                | LD Alajuelense     | LD Alajuelense     | 3            | 1            |              |              |  |  |        |        |        |        |
|  |                  |                    |                  |                  | LD Alajuelense     | LD Alajuelense     | 3            | 1            |              |              |  |  |        |        |        |        |
|  |                  |                    | Real Estelí      | Real Estelí      | 0                  | 1                  |              |              |              |              |  |  |        |        |        |        |
|  | 2e               | Deportivo Saprissa | Real Estelí      | Real Estelí      | 0                  | 1                  | 0            | 2            |              |              |  |  |        |        |        |        |
|  | 2e               | Deportivo Saprissa |                  |                  |                    |                    |              |              |              |              |  |  |        |        |        |        |
|  | 7e               | Real Estelí        | 1                | 2                |                    |                    |              |              |              |              |  |  |        |        |        |        |
|  | 7e               | Real Estelí        | 1                | 2                | Real Estelí        | Real Estelí        | 1            | 2            |              |              |  |  |        |        |        |        |
|  |                  |                    |                  |                  | Real Estelí        | Real Estelí        | 1            | 2            |              |              |  |  |        |        |        |        |
|  |                  |                    | CAI La Chorrera  | CAI La Chorrera  | 0                  | 2                  |              |              |              |              |  |  |        |        |        |        |
|  | 3e               | CAI La Chorrera    | CAI La Chorrera  | CAI La Chorrera  | 0                  | 2                  | 1            | 2            |              |              |  |  |        |        |        |        |
|  | 3e               | CAI La Chorrera    |                  |                  |                    |                    |              | 2            |              |              |  |  |        |        |        |        |
|  | 6e               | FC Motagua         | 1                | 0                |                    |                    |              |              |              |              |  |  |        |        |        |        |
|  | 6e               | FC Motagua         | 1                | 0                |                    |                    |              |              |              |              |  |  |        |        |        |        |
|  |                  |                    |                  |                  |                    |                    |              |              |              |              |  |  |        |        |        |        |

### Quarts de finale
| Pays | Équipe             | Aller | Retour | Équipe            | Pays | Commentaire |
|      | LD Alajuelense     | 3 - 1 | 3 - 0  | CS Cartaginés     |      |             |
|      | CS Herediano       | 0 - 0 | 3 - 2  | Comunicaciones FC |      |             |
|      | Deportivo Saprissa | 0 - 1 | 2 - 2  | Real Estelí       |      |             |
|      | CAI La Chorrera    | 1 - 1 | 2 - 0  | FC Motagua        |      |             |

### Barrages pour la Coupe des champions
Les quatre équipes perdantes au stade des quarts de finale s'affrontent pour des matchs de barrages afin de déterminer les deux derniers qualifiés pour la Coupe des champions de la CONCACAF 2024.
| Pays | Équipe             | Aller | Retour | Équipe        | Pays | Commentaire         |
|      | Comunicaciones FC  | 1 - 1 | 1 - 1  | CS Cartaginés |      | Tirs au but : 5 - 4 |
|      | Deportivo Saprissa | 2 - 2 | 4 - 0  | FC Motagua    |      |                     |

### Demi-finales
| Pays | Équipe          | Aller | Retour | Équipe       | Pays | Commentaire         |
|      | LD Alajuelense  | 2 - 2 | 2 - 2  | CS Herediano |      | Tirs au but : 5 - 4 |
|      | CAI La Chorrera | 0 - 1 | 2 - 2  | Real Estelí  |      |                     |

### Finale
| Aller                              | Real Estelí | 0 - 3   | LD Alajuelense                                   | Stade de l'Indépendance, Estelí |                                 |
| 28 novembre 2023 21 h heure locale |             | (0 - 2) | 32e Navarro · 45+2e Barrantes · 49e Góndola (en) | Arbitrage : Pierre-Luc Lauzière | Arbitrage : Pierre-Luc Lauzière |
| 28 novembre 2023 21 h heure locale | Rapport     |         |                                                  | Arbitrage : Pierre-Luc Lauzière | Arbitrage : Pierre-Luc Lauzière |

| Retour                            | LD Alajuelense | 1 - 1   | Real Estelí      | Stade Alejandro Morera Soto, Alajuela |                        |
| 5 décembre 2023 21 h heure locale | Campbell 5e    | (1 - 0) | 47e Bonilla (en) | Arbitrage : Julio Luna                | Arbitrage : Julio Luna |
| 5 décembre 2023 21 h heure locale | Rapport        |         |                  | Arbitrage : Julio Luna                | Arbitrage : Julio Luna |

## Statistiques et récompenses

### Meilleurs buteurs
| Rang | Nom                   | Club               | Buts |
| 1    | Agustín Auzmendi (en) | FC Motagua         | 7    |
| 2    | Carlos Small (en)     | CAI La Chorrera    | 5    |
| 3    | Javon East (en)       | Deportivo Saprissa | 4    |
| 3    | Marcel Hernández      | CS Cartaginés      | 4    |
| 3    | Ariel Rodríguez       | Deportivo Saprissa | 4    |
| 3    | Orlando Sinclair (en) | Deportivo Saprissa | 4    |
| 3    | Aarón Suárez          | LD Alajuelense     | 4    |

| Source : Classement des buteurs sur le site de Footballdatabase.eu |

### Récompenses individuelles
| Catégorie             | Lauréats              | Club           |
| Meilleur joueur,      | Aarón Suárez          | LD Alajuelense |
| Meilleur jeune joueur | Doryan Rodríguez      | LD Alajuelense |
| Meilleur gardien,     | Leonel Moreira        | LD Alajuelense |
| Meilleur buteur,      | Agustín Auzmendi (en) | FC Motagua     |
| Fair-play             | LD Alajuelense        | LD Alajuelense |

### Équipe-type
| Poste      | Joueurs               | Club              |
| Gardien    | Leonel Moreira        | LD Alajuelense    |
| Défenseurs | José Corena           | Comunicaciones FC |
| Défenseurs | Ebert Martínez        | Real Estelí       |
| Défenseurs | Bancy Hernández (es)  | Real Estelí       |
| Milieux    | Harold Medina (en)    | Real Estelí       |
| Milieux    | Héctor Hurtado        | CAI La Chorrera   |
| Milieux    | Celso Borges          | LD Alajuelense    |
| Milieux    | Aarón Suárez          | LD Alajuelense    |
| Attaquants | Carlos Small (en)     | CAI La Chorrera   |
| Attaquants | Agustín Auzmendi (en) | FC Motagua        |
| Attaquants | Joel Campbell         | LD Alajuelense    |